# Pardosa ejusmodi
Pardosa ejusmodi är en spindelart som först beskrevs av O. Pickard-Cambridge 1872.  Pardosa ejusmodi ingår i släktet Pardosa och familjen vargspindlar.
Artens utbredningsområde är Syrien. Inga underarter finns listade i Catalogue of Life.